# Стадняк новогвінейський
Стадняк новогвінейський (Pomatostomus isidorei) — вид горобцеподібних птахів родини стаднякових (Pomatostomidae).

## Поширення
Ендемік Нової Гвінеї. Поширений майже на всьому острові; відсутній у внутрішніх гірських районах та на північному сході, а також на острові Йос-Сударсо. Крім того, трапляється на островах Вайгео і Місоол.

## Опис
Це птахи середнього розміру, завдовжки до 25 см, вагою 30-47 г. Серпоподібний дзьоб зігнутий донизу. Ноги міцні та довгі. Хвіст також досить довгий, клиноподібний. Крила округлі.
Оперення коричнево-червоного забарвлення. Брови, лице та горло світло-коричневого кольору. Груди та черево бордового забарвлення. Дзьоб помаранчевого кольору.

## Спосіб життя
Мешкає у тропічних дощових лісах. посушливих районах, де буш пересікається з лісом з густим підліском. Ліси представлені, переважно, казуариною та акацією. Трапляються невеликими зграями до 20 особин, що складаються з племінної пари та молодняка кількох попередніх виводків. Активні вдень. Живляться комахами, дрібними хребетними, ягодами, насінням. Сезон спаровування припадає на заключну фазу сезону дощів і триває до розпалу сухого сезону. Утворюють моногамні пари. Чашоподібне гніздо будується у роздвоєнні стовбура акації або казуарини. У гнізді 1-3 яйця. Насиджує самиця, самець в цей час годує та охороняє партнерку. У догляді за пташенятами бере участь уся зграя. Даних про тривалість висиджування та процес догляду за потомством мало, однак є підстави припускати, що вони суттєво не відрізняються від інших видів стадняків.